# Justin Theroux
Justin Paul Theroux (Washington D.C., 10 augustus 1971) is een Amerikaanse acteur.
Hij begon acteren leuk te vinden toen hij van diverse scholen was verwijderd en op een kostschool terechtkwam. Hij studeerde ook drama en speelt sinds 1996 in films en tv-afleveringen.
Theroux had sinds 2011 een relatie met de actrice Jennifer Aniston. Het stel trouwde in 2015. Twee en een half jaar later scheidden ze.

## Filmografie
- 2024: Beetlejuice Beetlejuice - Rory
- 2021: Violet - The Voice (stem)
- 2021: False Positive - Adrian Martin
- 2019: Lady and the Tramp - Tramp (stem)
- 2019: Joker - Ethan Chase
- 2018: Bumblebee - Dropkick (stem)
- 2018: On the Basis of Sex - Mel Wulf
- 2018: Maniac - Dr. James K. Mantleray (9 afl.)
- 2018: The Spy Who Dumped Me - Drew
- 2018: Mute - Duck
- 2017: Star Wars: Episode VIII: The Last Jedi - Master Codebreaker
- 2017: The Lego Ninjago Movie - Garmadon (stem)
- 2016: The Girl on the Train - Tom Watson
- 2016: Zoolander 2 - Evil DJ
- 2014-2017: The Leftovers - Kevin Garvey (28 afl.)
- 2012: Wanderlust - Seth
- 2011: Your Highness - Leezar
- 2010: Megamind - Megamind's vader
- 2010: Parks and Recreation - Justin Anderson (4 afl.)
- 2007: The Ten - Jesus H. Christ
- 2007: Broken English - Nick Gable
- 2006: Inland Empire - Devon Berk / Billy Side
- 2006: Miami Vice - Detective Larry Zito
- 2006: Return to Rajapur - Jeremy Reardon
- 2005: The Legend of Lucy Keyes - Guy Cooley
- 2005: The Baxter - Bradley Lake
- 2005: Strangers with Candy - Carlo Honklin
- 2003-2004: Six Feet Under - Joe (8 afl.)
- 2003: Nowhere to Go But Up - Jack
- 2003: Alias - Simon Walker (2 afl.)
- 2003: Duplex - Coop
- 2003: Charlie's Angels: Full Throttle - Seamus O'Grady
- 2002: Peel - Verteller
- 2000-2001: The District - Nick Pierce (27 afl.)
- 2001: Zoolander - Evil DJ
- 2001: Mulholland Drive - Adam
- 2001: The Sleepy Time Gal - Rebecca's vriend
- 2000: The Broken Hearts Club: A Romantic Comedy - Marshall
- 2000: American Psycho - Timothy Bryce
- 1999: Sirens - Officer David Bontempo
- 1999: Dead Broke - James
- 1998: Frogs for Snakes - Flav Santana
- 1997: Below Utopia - Daniel Beckett
- 1997: Romy and Michele's High School Reunion - Cowboy
- 1997: Dream House - Mark Brooks
- 1996: I Shot Andy Warhol - Mark

## Trivia
- Justin Theroux' ooms zijn de reisschrijver Paul Theroux, dichter Alexander Theroux en de auteurs Peter Theroux en Joseph Theroux.
- Hij is tevens de neef van de Britse journalisten en documentairemakers Louis en Marcel Theroux.